# Tisza István (miniszterelnök)
Borosjenői és szegedi gróf Tisza István (teljes nevén Tisza István Imre Lajos Pál) (Pest, Magyar Királyság, 1861. április 22. – Budapest, Osztrák–Magyar Monarchia, 1918. október 31.) a Tisza családból származó magyar arisztokrata politikus, országgyűlési képviselő, előbb a Magyar Királyság miniszterelnöke először 1903 és 1905 között, majd 1913 és 1917 között (egyben a király személye körüli miniszter), továbbá a Képviselőház elnöke 1912 és 1913 között, valamint több alkalommal a horvát–dalmát–szlavón tárca nélküli miniszteri tisztséget is betöltötte. A Magyar Tudományos Akadémia tagja.
Nevéhez a magyar történelem szempontjából két olyan jelentős esemény kapcsolódik, mint az Osztrák–Magyar Monarchia belépése az első világháborúba a második miniszterelnöksége alatt, illetve az ellene elkövetett gyilkosság az őszirózsás forradalom utolsó napján, 1918. október 31-én. Politikai nézetei szerint az osztrák–magyar dualista rendszer fenntartásának a híve volt, valamint az akkor elterjedt liberális-konzervatív konszenzus képviselője, ezáltal egyszerre volt híve a joguralomnak, a parlamentarizmusnak és az alkotmányos monarchiának, ugyanakkor ragaszkodott az arisztokrácia és a dzsentri vezető szerepének, és a korlátozott szavazati jog rendszerének fenntartásához is. Véleménye szerint csak ezek révén maradhat fenn a nemzeti kisebbségekkel szemben a magyar szupremácia, a hagyományos társadalmi rend és kultúra.

## Családja és származása

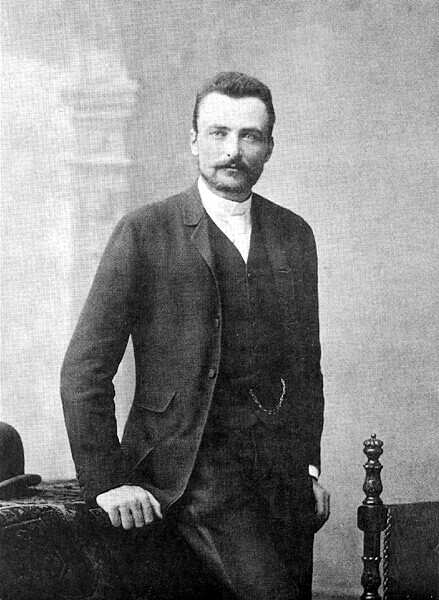
Tisza István egyetemi tanulmányai alatt, Oxford, Anglia

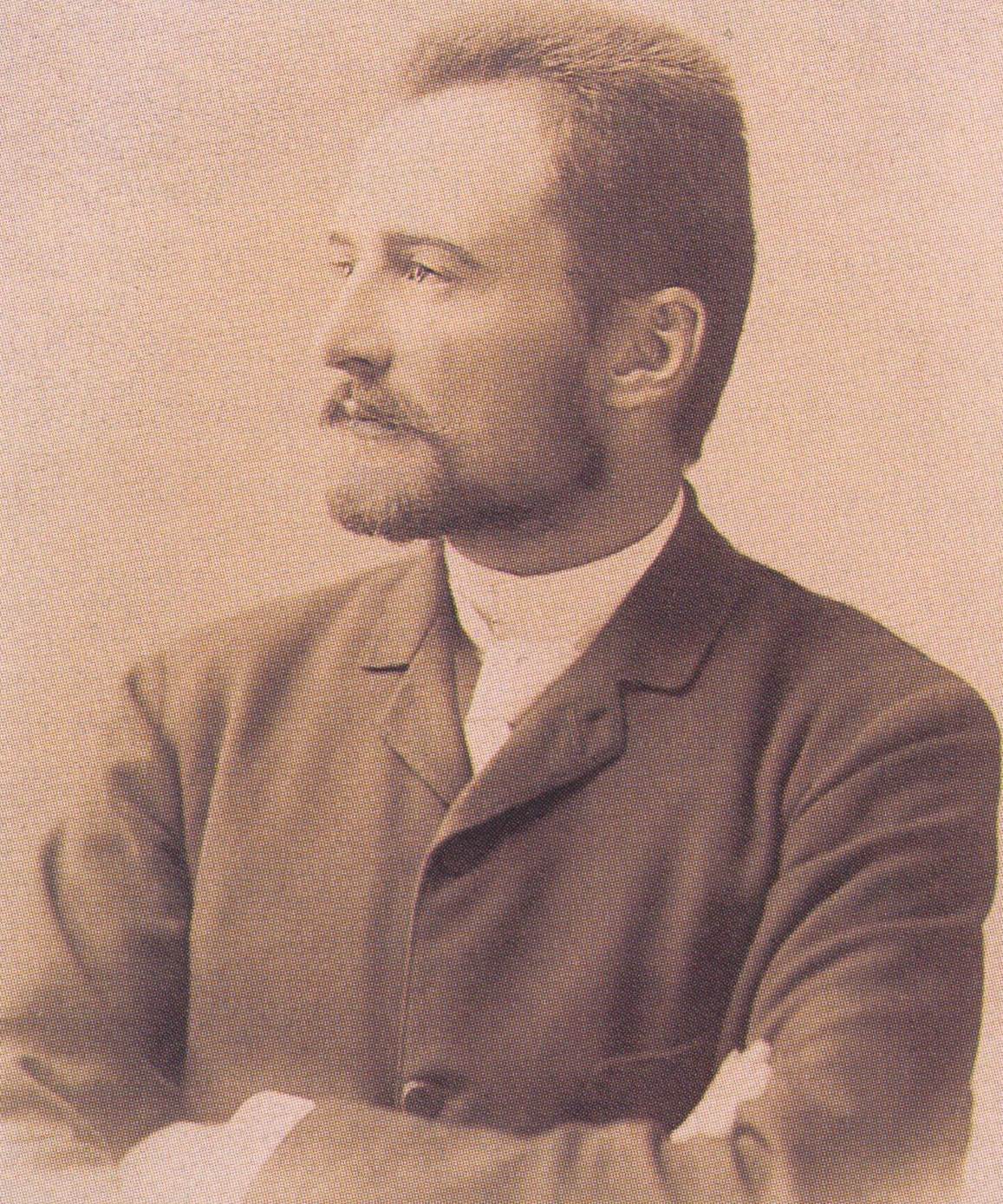
Tisza István 1894-ben

A jómódú és előkelő nemesi borosjenői Tisza családnak a sarja. Édesapja borosjenői Tisza Kálmán (1830–1902), politikus, korábbi miniszterelnök és miniszter volt. Édesanyja Degenfeld-Schonburg Ilona (1839–1913) grófnő, Badenből és Württembergből származó német grófi család magyarországi ága (született: Helene Johanna Josepha Mathilde Gräfin von Degenfeld-Schonburg). Az apai nagyszülei Tisza Lajos (1798–1856), császári és királyi kamarás, császári megyefőnök országgyűlési követ, nagybirtokos, és széki gróf Teleki Júlia (1805–1863) voltak.

## Élete
Tisza István tanulmányait Budapesten kezdte; a két felső gimnáziumi osztályt Debrecenben végezte. Berlinben, Heidelbergben és Budapesten hallgatta jogi és közgazdasági egyetemi tanulmányait; az utóbbi helyen nyerte el az államtudományi diplomát; politikatudományokból doktorált. Öt évig a család Bihar vármegyei, geszti birtokán gazdálkodott. Közben, 1885-ben, elsőfokú unokatestvérét, borosjenői Tisza Ilonát vette feleségül. Két gyermekük született, István (1886–1918) és Juliska, aki nem érte meg a felnőttkort. Fia, István 1918. november 5-én, apja meggyilkolása után öt nappal, 32 évesen halt meg.

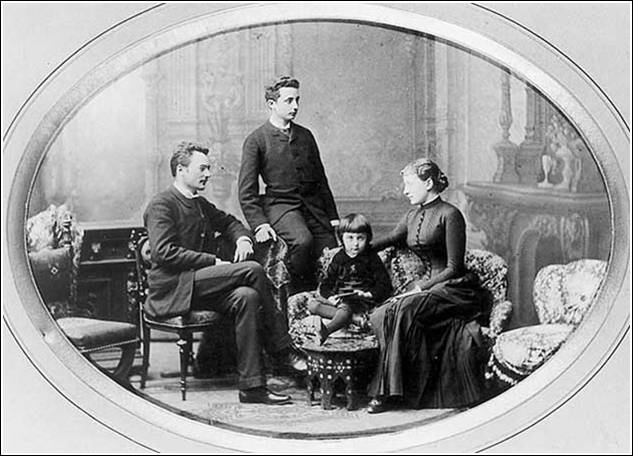
Tisza István családja körében, Geszt, 1895

Kezdetben a Belügyminisztériumban ismerkedett a közigazgatás gyakorlati kérdéseivel; ez időben élénken részt vett a gazdakör agrárvitáiban. Az agrárkérdésről több tanulmánya jelent meg a Budapesti Szemlében. Miután az önkéntesi évet leszolgálta, és huszártiszti rangot nyert, Bihar megyében telepedett meg, s mint bizottsági tag és tiszteletbeli főjegyző tevékenyen részt vett a megye politikai és gazdasági életében. 1886-tól a Szabadelvű Párt programjával képviselő, 1892-ig a vízaknai kerületet képviselte. Ekkor Vízaknán kisebbségben maradt, a pótválasztások alkalmával mint újbányai képviselő jutott be a Házba, amelynek közgazdasági és közigazgatási bizottságaiban élénk tevékenységet fejtett ki. 1896-ban az ugrai kerület mandátumát elnyerte, és a közigazgatási bizottságban foglalt helyet. 1897. február 16-án nagybátyja, Tisza Lajos grófi címét a király ráruházta Istvánra, és fivéreire, ifjabb Tisza Kálmánra és Lajosra is. Elnöke és választmányi tagja volt több pénzintézetnek (pl. Magyar Ipar- és Kereskedelmi Bank) és iparvállalatnak, az összeférhetetlenségi törvény tárgyalása előtt azonban, nehogy ezen állások követendő magatartásában feszélyezzék, valamennyiről lemondott. A törvény tárgyalásakor a mérsékelt álláspont szószólója volt.

#### Házassága és leszármazottjai
Kolozsváron, 1885. szeptember 19-én feleségül vette az elsőfokú unokatestvérét, a borosjenői Tisza család köznemesi ágából való borosjenői Tisza Ilona (Mezőcsán, 1855. november 11. – Geszt, 1925. március 16.) kisasszonyt, akinek a szülei borosjenői Tisza László (1829–1902) politikus, nagybirtokos, országgyűlési képviselő, és Holles Otília (1831–1904) voltak. A menyasszonynak az apai nagyszülei Tisza Lajos (1798–1856), császári és királyi kamarás, császári megyefőnök országgyűlési követ, nagybirtokos, és széki gróf Teleki Júlia (1805–1863) voltak, akik egyben gróf Tisza Istvánnak az apai nagyszülei is voltak. Tisza István gróf és Tisza Ilona frigyéből született:
- ifjabb gróf Tisza István (Geszt, 1886. augusztus 28. – Geszt, 1918. november 5.) császári és királyi huszárfőhadnagy, a főrendiház örökös tagja.
- Tisza Julianna Paulina „Juliska” (*Kocsord, 1889. szeptember 13.–Kocsord, 1894. január 19.)[7][8]

### Első miniszterelnöksége

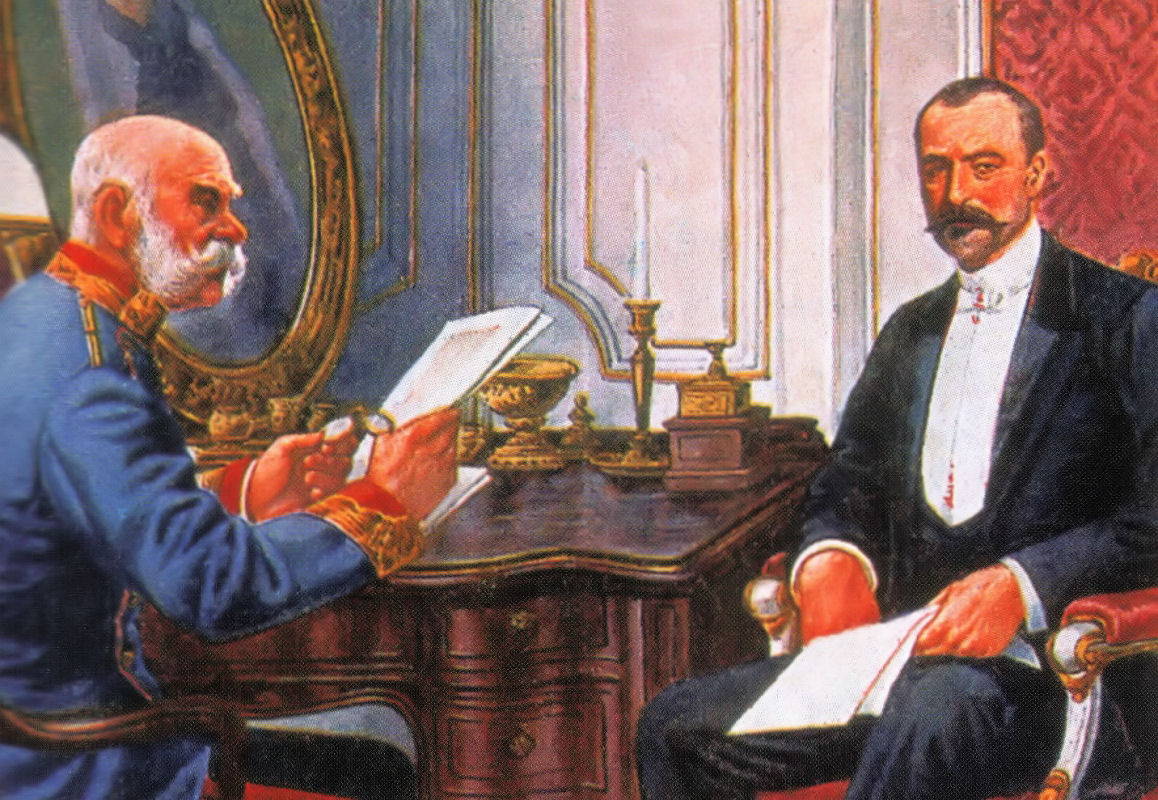
Ferenc József és Tisza István egy 1905-ben készült képeslapon

1903. június 17-én, Széll Kálmán lemondása után megbízatást kapott a kibontakozás keresésére, de azt két nap múlva visszaadta a királynak. Mint a Szabadelvű Párt kilences bizottságának tagja, szívós munkásságot fejtett ki a párt katonai programjának elkészítésében. Εgyes pontjainak módosítása után megbízatást kapott kabinetalakításra és november 3-án a király miniszterelnökké nevezte ki és a belügyi, valamint a személye körüli minisztérium vezetésével bízta meg. Ugyanakkor titkos tanácsosi méltóságot nyert. Miniszterelnöksége alatt az obstrukció egyelőre tovább folyt; bár a Kossuth-párt leszerelt, a béke csak Thaly Kálmán közvetítésével 1904. március 10-én állott helyre, amikor a miniszterelnök ideiglenes szigorú házszabályindítvánnyal állott elő. Közben általános tetszés mellett utasította vissza Körber osztrák miniszterelnök fejtegetéseit, mint „egy előkelő idegen kirándulásait a magyar közjog területére”. 1904. április 19-én jelent meg Ferenc József király leirata II. Rákóczi Ferenc fejedelem hamvainak hazaszállítása dolgában. Ugyanazon az éjjelen kitört a vasúti sztrájk. Május közepétől kezdve azonban gyorsan elintézték az ún. állami szükségleteket és egyéb javaslatokat. Csak az udvartartási költségek fölemelése járt nagyobb vitával.
E kormányfői periódusához fűződik Rákóczi hamvainak hazahozatala és újratemetése. Hosszú ellenzéki obstrukciót követően – Tiszának a házszabály-módosításra irányuló szándéka elengedése fejében – fogadta el az Országgyűlés az újonclétszám növelését. Belügyminiszterként erőszakkal elfojtatta az áprilisi országos vasúti sztrájkot, ennek szervezőit letartóztatták, a résztvevőket besorozták a hadseregbe. Még ugyanennek a hónapnak a végén, saját megyéjében, Biharban követelt harminchárom halálos áldozatot és több száz sebesültet, amikor egy parasztok számára a szocialisták által szervezett gyűlést vert szét a csendőrség.

#### Zsebkendőszavazás, választási vereség

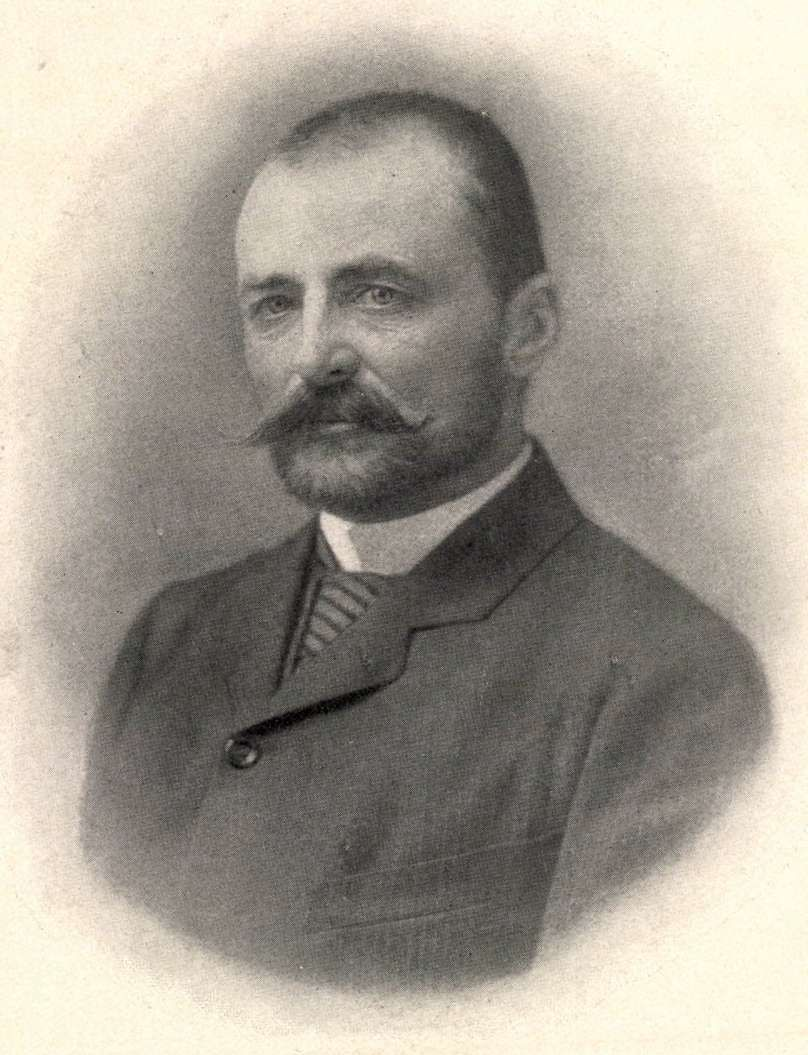
Tisza István gróf

Tisza 1904 őszén nyílt levelet intézett ugrai választóihoz, amelyben a házszabályok módosításának szükségességét hangoztatta az ellenzéki obstrukció letöréséhez. Tartalma az ellenzék körein kívül is komoly felháborodást szült. A közben megkötött olasz vámszerződés letárgyalása után be is nyújtotta indítványát, hogy a Ház a házszabályok módosítására huszonegy tagú bizottságot állítson fel. Az ellenzék már ezen indítvány ellen megindította az obstrukciót.
Daniel Gábor a Szabadelvű Párt nevében a levél alapján határozati javaslatot terjesztett elő november 15-én, amely az ideiglenes házszabályokat foglalta magába, s ami jelentősen szűkítette volna az ellenzéki képviselők mozgásterét a törvényhozásban. Ez alapján többek között az egyes törvények elfogadását már nem lehetett időhúzó felszólalásokkal lassítani, illetve az obstruáló képviselőket indokolt esetben akár karhatalmi erővel is ki lehetett vezettetni a teremből. Ennek a javaslatnak és a Tisza által összerakott és benyújtott évenkénti kötelező újoncmegajánlás és a költségvetés záros határidejű elfogadásának megtárgyalására Tisza párhuzamos ülés megtartását indítványozta (vagyis hogy egyszerre tárgyalják ezt a három javaslatot).
1904. november 18-án került sor erre az ülésre, amelyen Tisza rövid kortesbeszéde után Perczel Dezső házelnök – a házszabály megsértésével – csendben azonnali szavazást rendelt el Daniel javaslatáról, majd meglengetett egy zsebkendőt. A jelenetet nem értve a képviselők többsége kíváncsiságból felállt a helyéről (ekkoriban a felállás jelentette az igen, az ülve maradás a nem szavazatot), mire Perczel a Daniel-féle határozati javaslatot elfogadottnak jelentette ki, majd a kialakult tumultuózus jelenetek közepette királyi kéziratot olvastatott fel, amely az ülésszakot berekesztette és december 13-ig elnapolta.
Másnap, november 19-én megalakult az ellenzéki választási szövetség, amely a teljes parlamenti ellenzéket (és az azon kívüliek egy részét is) Szövetkezett Ellenzék (avagy szövetkezett balpárt) néven teljes egészében egyetlen, egységes választási koalícióba tömörítette.
Szintén a szavazást követő napokban számos prominens politikus hagyta el a Szabadelvű Pártot (például Széll Kálmán, Wlassics Gyula, Teleki Pál, ifj. Andrássy Gyula, Bánffy Miklós stb.). Egy részük Andrássy vezetésével előbb „disszidensek” néven léptek fel (az 1905-ös választásokon is e néven indultak), s csatlakoztak a szövetkezett ellenzékhez is, majd a választások után megalakították az Országos Alkotmánypártot.
December 13-án az újra összeült parlamentben az ellenzék lehetetlenné tette az ülés megtartását, és heves ordibálás és vitatkozás közepette gyakorlatilag szétrombolta a terem berendezését; annak darabjaival még a kiérkező karhatalmi erőkre is rátámadt.
A parlamentben ellehetetlenült állapotok és a közvélemény példátlan polarizálódása miatt 1905. január 3-án a király feloszlatta az országgyűlést, és új választásokat írt ki. Tisza ekkor álláspontja mellett országos körúton óriási agitációt indított meg. A választási küzdelem az addig harminc éven át abszolút parlamenti többséggel kormányzó, a magyar politikát uraló Szabadelvű Párt kisebbségbe jutásával végződött a Szövetkezett Ellenzékkel szemben, ami súlyos belpolitikai válságot okozott, s végül a párt feloszlásához vezetett, miután az Tisza hathatós nyomására szembefordult az egyértelműen a 67-es (kiegyezés-párti) eredmények és értékek megvédésére tett kísérlettel. Ő maga is kisebbségben maradt Miskolcon Bizony Ákossal szemben, viszont Budapesten Andrássy gróf ellenében megválasztották. Nyomban a választások után beadta lemondását, de mint lemondott miniszterelnök még hónapokig volt kénytelen ügyvezető kormánya élén dolgozni, a parlamenti többséggel szemben teljesen passzív magatartásra szorítkozván. 1905. június 18-án a király felettébb elismerő szavak kíséretében mentette fel miniszterelnöki állásából.

### Nemzeti Munkapárt, választási győzelem

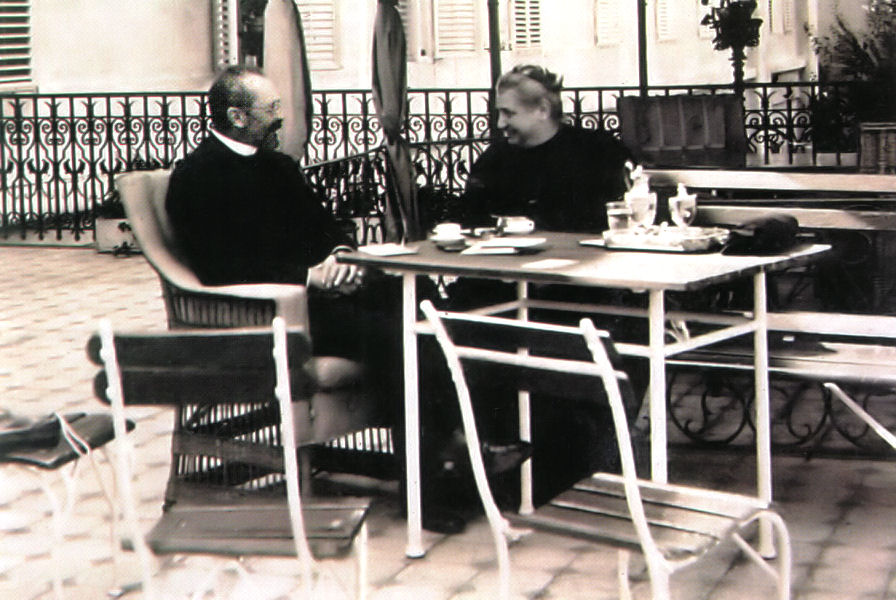
Tisza és felesége a Sándor-palota (Budapest) teraszán (1904)

Utána Fejérváry Géza bárót nevezték ki miniszterelnökké, egyelőre jóakaróan semleges álláspontot foglalt el; amikor azonban az általános választójogot is felölelő kormányzati program alapján újra kinevezték a rekonstruált Fejérváry-kormányt, ezzel és a kormány támogatására alakult haladó-párttal szemben határozott ellenzékbe helyezkedett, s pártjával együtt mindannyiszor tiltakozott az országgyűlés folytonos elnapolása ellen – az 1905. december 19-i elnapolás alkalmával hozzájárulva a koalíció e részben előterjesztett határozati javaslatához –, majd az országgyűlés feloszlatása ellen. Az Újságba cikksorozatot írt az általános választói jog ellen, saját párthíveinek egy részével is ellentétbe kerülve. Az alkotmányos béke létrejöttével, indítványára a szabadelvű párt egyhangúlag kimondotta feloszlását. Tisza István gróf ekkor a politikai élettől félrevonult. 1907 májusában a dunántúli református egyházkerület főgondnokává választotta; székfoglaló beszédében a közoktatás államosítása ellen foglalt állást. A főrendiházban a szerb háborús bonyodalmak idején, 1909 elején, nagy hatású beszédet mondott. A koalíciós kormány lemondása után a király több ízben meghallgatta véleményét. A második Khuen-Héderváry-kormány kinevezésekor újból politikai aktivitásba fogott, s tevékenyen részt vett a Nemzeti Munkapárt szervezésében: ismét országos körútra indulván, beszédet mondott számos városban.
A választási vereséget követően Tisza 1906 és 1910 között csak a főrendi ház működésében vett részt, a kormányzati politikától távol tartotta magát (időközben pártja is feloszlott). A Függetlenségi Párt vezette kormánynak azonban egyetlen, a Monarchián belül a magyar befolyást erősíteni kívánó törekvését sem sikerült megvalósítania, 1909. április 25-én a koalíciós kormány végül lemondott. 1910. február 19-én Tisza megalapította a Nemzeti Munkapártot, amely győzött is az az évi júniusi választásokon. Ugrán egyhangúlag, Aradon pedig Barabás Bélával szemben óriási többséggel megválasztották képviselővé; az utóbbi mandátumot tartotta meg. Elnöke lett az összeférhetetlenségi állandó bizottságnak, tagja lett a felirati, a pénzügyi-, közigazgatási- és az Erzsébet királyné emlékbizottságnak. Kormányalakítást azonban nem akart vállalni, részben a Ferenc Ferdinánd trónörökössel fennálló kibékíthetetlen ellentéte miatt. A Habsburg-birodalmat ismét centralizálni szándékozó főherceg ugyanazért kívánta az általános választójog bevezetését Magyarországon, amiért Tisza makacsul ellenezte: mindketten úgy vélték, ez a Magyarországon belüli magyar szupremácia meggyengülését okozná. Tisza egy beszédében kimondta, hogy „a nemzetiségiek miatt nem lehet megcsinálni az általános választójogot”, ugyanakkor álláspontja ennél összetettebb volt. Fenyegető jóslata szerint a demagógok által manipulált parasztok többségi szavazataival ugyanis olyan csoportok uralma következne, amelyeknek a céljai éppen ellentétesek a demokráciáért kiáltó nagyvárosi értelmiségiek és szocialisták eszményeivel. Tisza vonakodása a kormányfői megbízatástól találkozott a király aggályaival is, aki őt a dualizmus megbízható hívének tekintette ugyan, de tartott első miniszterelnöksége alatt elkövetett hibáitól, s végül Khuen-Héderváry Károlyt nevezte ki kormányfővé.

### Véderőtörvény, házelnökség, személye elleni első merénylet

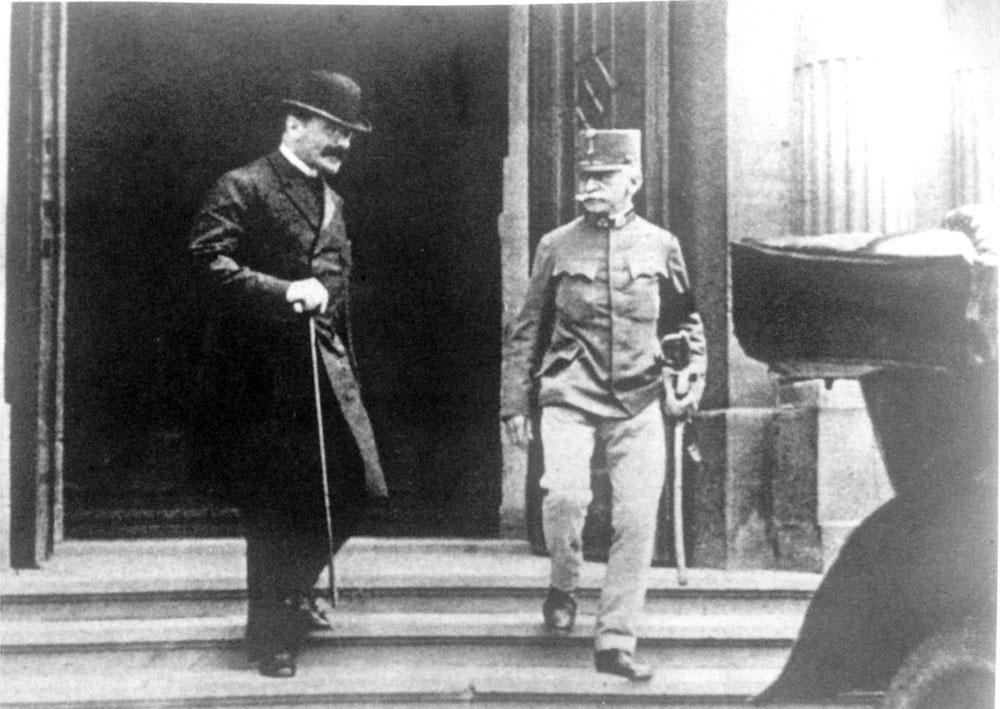
Júliusi krízis: Tisza és Hötzendorf elhagyják Bécset a három napig tartó konferencián folyó viták után

Tisza elengedhetetlennek tartotta a hadseregreformot (az újoncok számának növelését, és a kiadások emelését), mert úgy vélte, ennek halogatása a monarchia katonai pozícióját gyengíti és Magyarország biztonságát ássa alá. Az ellenzék kifogásolta, hogy a közös hadseregen belül nem kellően érvényesül a magyar befolyás, ezért a véderőtörvény körüli parlamenti csatározásokban ismét az obstrukció eszközével élt. Miután a házelnök, Berzeviczy Albert, majd utóda, Návay Lajos is lemondott, 1912. május 22-én Tisza Istvánt választották a képviselőház elnökévé; erre 1912. május 23-án, a vérvörös csütörtökön a szocialisták által szervezett tüntetés volt a válasz. A munkások Tisza kinevezése ellen és az általános választójogot követelve vonultak az Országház felé, ahol a rendőrség feltartóztatta őket. Az összecsapásokban hat ember meghalt, csaknem kétszázan megsebesültek és háromszáz személyt letartóztattak.

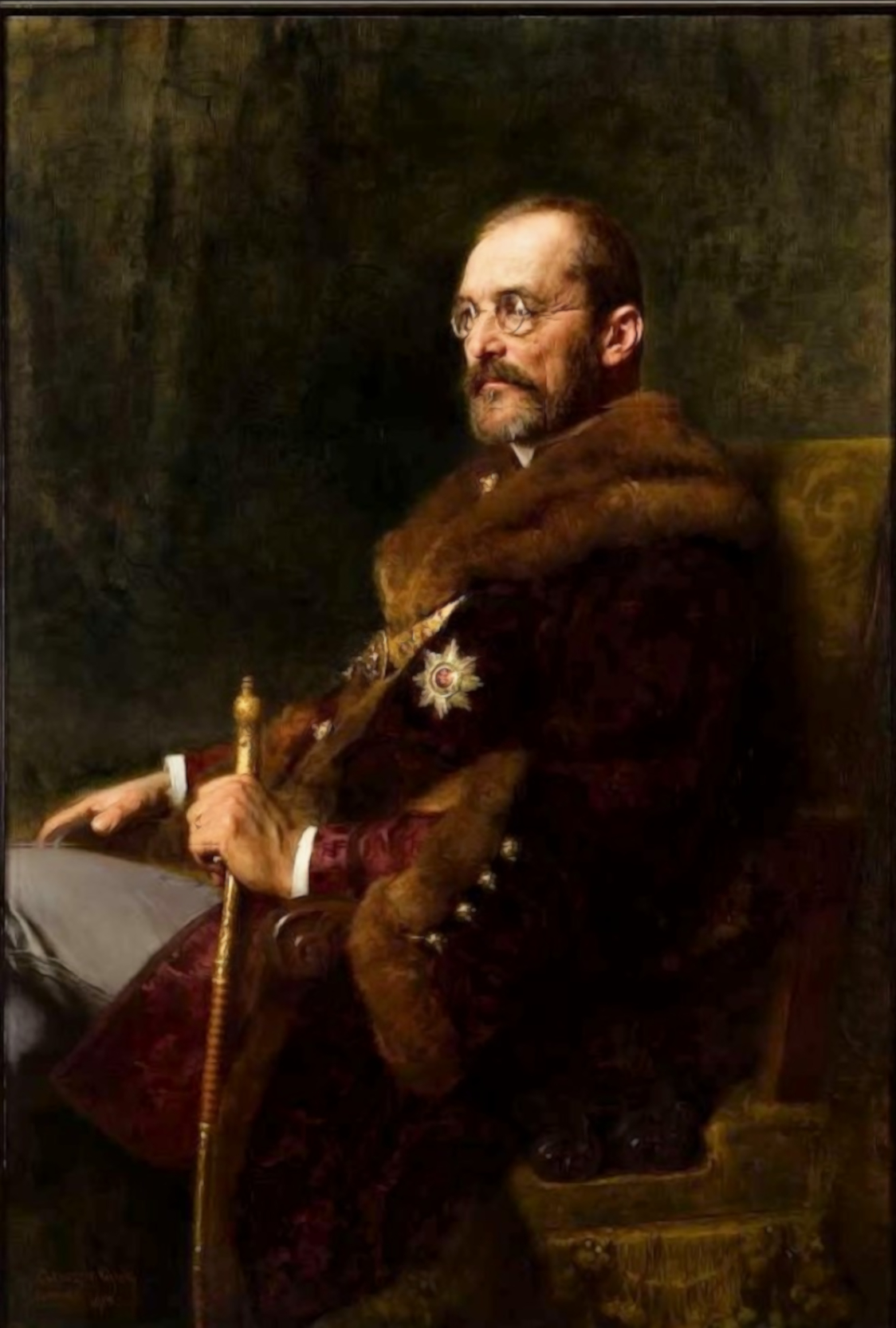
Benczúr Gyula festménye

Tisza ellene volt az általános választójog bevezetésének és a nemzetiségi kérdést is klerikális alapon akarta megoldani. Meggyőződése, hogy a külügyi helyzet katonai készültséget indokol, a parlamentben is arra indította, hogy erőszakkal törje le az ellenzéki obstrukciót. Nem engedte felszólalni a házszabályok kérdésében jelentkező ellenzéki képviselőket, s vita nélkül szavazásra tette fel a véderőtörvényt, amit a többség el is fogadott. Az 1848. évi házszabályokra hivatkozva, több ízben is a rendőrséggel vezettette ki az emiatt tiltakozó, dühöngő, lármázó ellenzéki képviselőket. 1912. június 4-én Tisza a véderőtörvényt önkényesen elfogadtatta, a feldühödött ellenzéki képviselőket pedig karhatalommal kivezettette. Kovács Gyula, az elsők között kitiltott képviselők egyike erre pár nappal később, június 7-én az újságírói karzatról leugorva „Van még itt egy ellenzéki!” felkiáltással revolvert rántott, és háromszor Tiszára lőtt. A golyók célt tévesztettek (nyomuk máig látszik a faburkolaton); a negyedik golyóval saját magát lőtte fejbe, de az öngyilkossági kísérletet túlélte. A merénylőt az esküdtszék, „mélyebb öntudatzavarra” hivatkozva később felmentette. (Ez volt Tisza István ellen az első merénylet a négyből.) Tisza ezután folytatta az ülést.
Az esetet követően napra pontosan egy évvel később, 1913. június 7-én ismét miniszterelnök lett.

### Második miniszterelnöksége és a háború

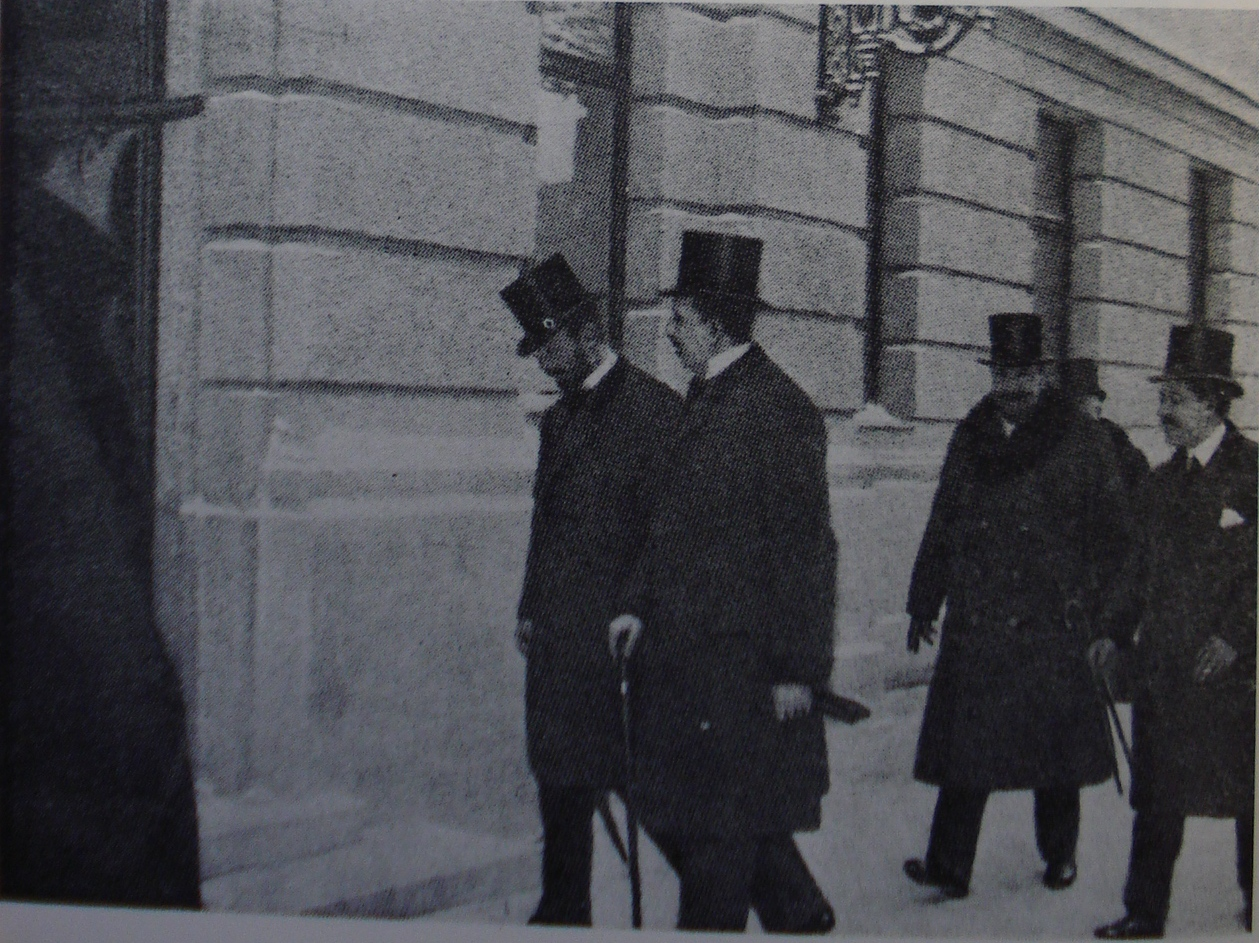
Gróf Tisza István miniszterelnök, báró Skerlecz Iván, horvát bán és gróf Pejácsevich Tivadar volt horvát bán 1914-ben

1913. június 7-én az uralkodó ismét őt bízta meg kormányalakítással. Második kormányfői periódusában Tisza a bizonytalannak ítélt nemzetközi helyzetben az államhatalom megszilárdítását tartotta legsürgetőbb feladatának. Ennek eredményeként rendeletekkel szabályozták a gyülekezési jogot, és sajtótörvényben növelték a hatóságok jogköreit az újságok engedélyeztetésére, büntetést előírva a „sértő magatartás” esetére is. Tisza István gróf igyekezett megoldani az akkoriban már hosszú évek óta tartó magyar-horvát kérdést, a viszonyt tisztítani; e ügy érdekében találkozott gróf verőcei Pejácsevich Tivadarral, horvát bánnal, majd egy évvel később, báró lomnicai Skerlecz Ivánnal, az új horvát bánnal.
Egyedüliként a Monarchia vezetői közül ellenezte a Szerbia elleni katonai fellépést. Véleménye az volt, hogy a Monarchia nem folytathat terjeszkedő politikát, célja csak függetlenségének megőrzése lehet: „Mindnyájan egyetértünk abban, hogy az a Monarchia, amelyet mi is irányítunk, amelynek egyik döntő faktora vagyunk, – hogy ez a monarchia a külpolitikában a béke és a status-quo alapelveit kell hogy szolgálja: hogy hódító céljai, nagyravágyó céljai a monarchiának nincsenek és hogy a maga történeti hivatását, a maga jogos ambicióját, a maga létjogosultságának erkölcsi forrását abban kell keresnie, hogy Európának ezen exponált részén, amint a maga függetlenségét megvédi, egyúttal védbástyája, biztos támasza és szövetségese legyen a körötte lakó kis népek szabad továbbfejlődésének is.”
Ugyanakkor Németország szövetségének elvesztése a monarchia nagyhatalmi státuszának összeomlását, Magyarország védtelenné válását és saját presztízsének megrendülését jelentette volna a szemében, ezért az erőteljes német nyomásra végül beleegyezett a támadás megindításába, és „a Monarchia erős embereként” mindvégig kitartó támogatója volt a világháborúban való részvételnek, melyet a kormányzó pártok és kezdetben a közvélemény többsége is támogatott.
Tisza a Román Királyságot kezdettől az ellenségek közé sorolta, s a háborúpártiakat azzal is ijesztgette – noha maga nem hitte –, hogy egy román támadás esetén az erdélyi románok között felkelés törhet ki. Úgy ítélte, hogy nem lehet háborút kezdeni, „mikor Romániát már körülbelül elvesztettük, anélkül, hogy helyette pótlást kaptunk volna”. Július közepén azonban Tisza ellenállása is megtört a német kormány nyomása alatt, miután az garantálta Románia semlegességét, méghozzá minden rekompenzáció nélkül, a vezérkar pedig ígéretet tett Erdély határának erődítésére, s némi haderő (40 ezer fő) odairányítására.
A háború előrehaladtával egyre erőteljesebbé vált reformtörekvésekkel – a választójog kiszélesítésével és a szociális reformokkal – mereven szemben állt. Mivel ellenezte a Ferenc József halála után 1916. december 30-án trónra lépett IV. Károly király mérsékelt reformokkal kísérletező politikáját, 1917. május 23-án az uralkodó felszólítására benyújtotta lemondását. A mögötte álló parlamenti többséggel azonban továbbra is meg tudta akadályozni a választójogi reformot. 1917. június 15. után maga is a Piave-frontra ment (lásd a keretes írást) mint a debreceni 2. Honvéd Huszárezred parancsnoka. A háború végéhez közeledve vállalkozott arra, hogy meggyőzi a bosnyákokat és a szerbeket arról, hogy autonómiájukat az Osztrák–Magyar Monarchia keretein belül valósítsák meg. A király megbízottjaként (homo regius) Szarajevóba utazott, de ottani tárgyalásai nem jártak sikerrel.

### Külföldi megítélése a háború alatt és után
Tisza véleményének tisztázásához szükséges a külpolitikai helyzet elemzése. Nyilvánvaló, hogy a rengeteg szenvedést és áldozatot hozó háború kitöréséért a szemben álló felek egymást okolták. A központi hatalmak az oroszokat, hogy ők biztatták fel a szerbeket a Monarchia elleni politikára. Az antant pedig kézenfekvő módon a háborút – a hadüzenettel – ténylegesen megkezdő Osztrák–Magyar Monarchiát vádolta. Érdekes módon a briteknél megjelentek (nem is kis számban) olyan vélemények, hogy a háború legfőbb felelőse Magyarország, például a „New Europe” című lap egyik (nyilván Edvard Beneš aknamunkája folytán megjelent) cikke szerint a „magyarok felelőssége nagyobb volt, mint Ausztriáé”, a háborús irány kijelölőjeként pedig Tisza Istvánt jelölték meg. Mindezek mellett a Monarchia közvéleményének szemében is Tisza volt a háborús politika megtestesítője. A későbbi kisantant államai is – nyilvánvaló okokból – komoly, sőt, döntő szerepét hangoztatták, összefüggésben azzal, hogy a magyarokat ezért komolyan meg kell büntetni.

### Véleménye a háborúról
A Ferenc Ferdinánd elleni merénylet napján, mihelyt a hírről értesült, Budapestre, majd Bécsbe utazott. Itt Berchtold gróf közös külügyminiszterrel és Conrad von Hötzendorf vezérkari főnökkel is találkozott, akik úgy látták, elérkezett az idő arra, hogy rendezzék Szerbia ügyét, méghozzá fegyveres úton. Tisza ezzel szemben időt akart adni a szerb kormánynak, hogy elhatárolódjon a merénylettől, és a békés rendezést pártolta. Kifejtette azt a – kissé naiv – nézetét, hogy a nemzetközi helyzet a jövőben kedvezőbben fog alakulni. Hazatérve azt írta Ferenc Józsefnek, hogy a fegyveres konfliktust ellenzi, azért a felelősséget nem vállalja, ugyanis a hivatalos Szerbia ellen nincs bizonyíték a kezükben, ráadásul fenyegetőnek érezte Románia és Bulgária helyzetét, ugyanis a Balkán-háborúk után még korántsem volt rendezett a viszony a két említett országgal, így pedig fenyegető volt egy esetleges román betörés kelet felől. Ezeken kívül nem volt biztos a németek támogatásában sem, ezért a meggyilkolt Ferenc Ferdinánd trónörökös temetésére érkező II. Vilmos császártól közvetett módon álláspontot kért, amely döntő jelentőségű volt nemcsak Tiszának, hanem a felelős vezetésnek is. Erre példa az uralkodó és Von Hötzendorf vezérkari főnök közti párbeszéd, mely során a tábornok kérdésére: „Ha az a válasz, hogy Németország mellettünk áll, háborúba megyünk Szerbia ellen?” az uralkodói válasz „Akkor igen. De ha Németország nem ezt a választ adja?” volt, mire az a viszontválasz következett, hogy akkor a Monarchia magára marad, ezért mielőbb szükséges a császár válasza.

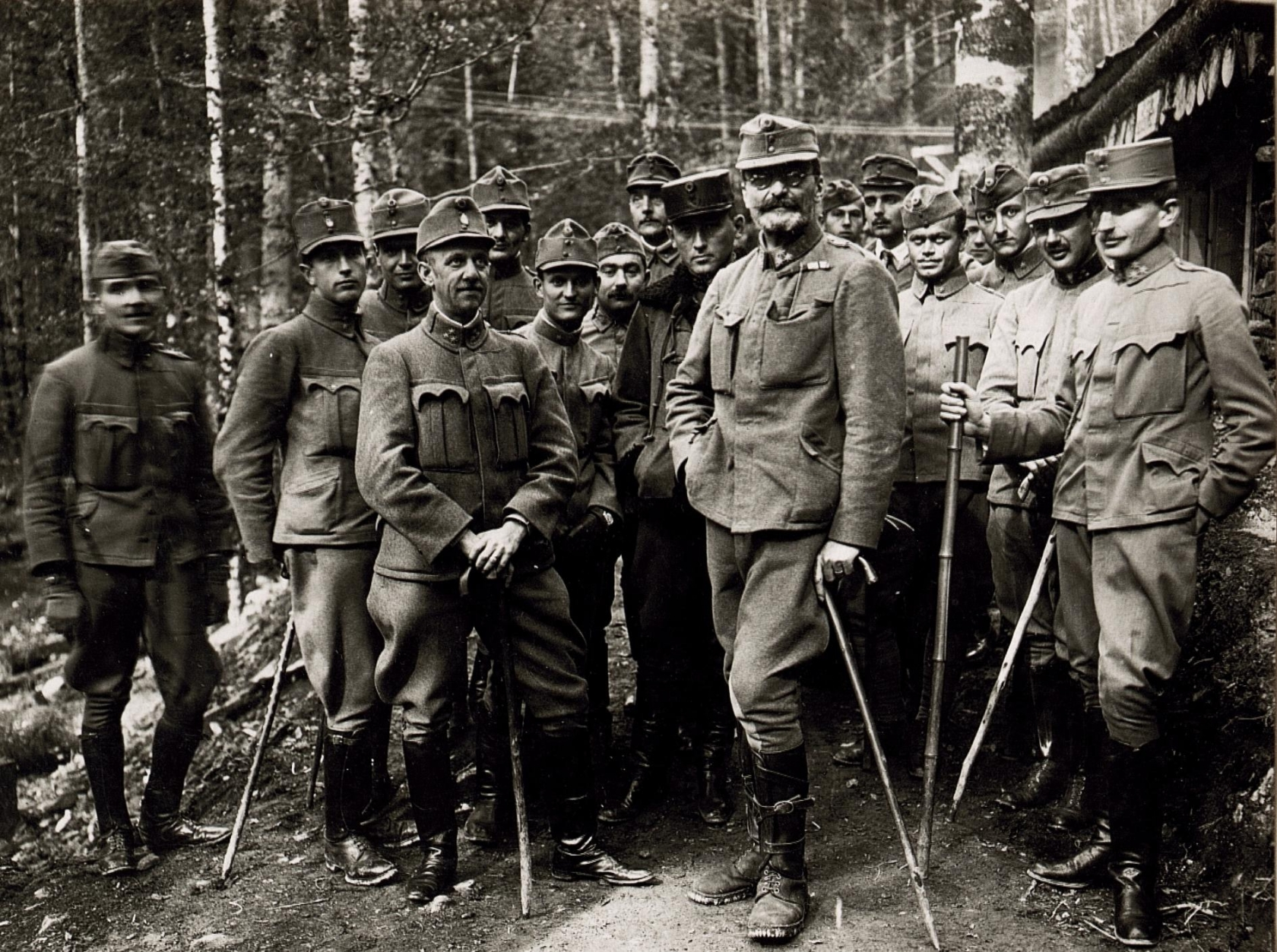
Gróf Tisza István honvédezredes, olasz front, 1917

Az állásfoglalás nem sokkal később megérkezett: Vilmos császár egyértelműen a fegyveres megoldás mellett nyilatkozott. Emellett ígéretet tett arra is, hogy a román fenyegetést elhárítja, és Szófiára is nyomást gyakorol. Ezen előzmények után a minisztertanácson Von Berchtold gróf határozott, háborúpárti bevezetője után Tisza még mindig a békés megoldás mellett foglalt állást, bár egyre inkább hajlott a fegyveres megoldásra, de mindenekelőtt meg akarta várni a hivatalos vizsgálat eredményét a merénylettel kapcsolatban. A tanács többi tagja azonban ellentétes véleményt képviselt, így Tiszának egyedül azt a javaslatát fogadták el, hogy Szerbia megsemmisítésének szándéka kerülendő, hogy Oroszország be ne avatkozzon a szerbek oldalán. A tanács végül ultimátumot intézett a szerb kormányhoz, amelyben elfogadhatatlanul kemény feltételeket szabott, és egyből meg is kezdték a háborús mozgósítást, azonban annak látszatát igyekeztek elkerülni, hogy a támadás már eldöntött tény lett volna.
Véleménye azonban július 14-ére megváltozott. Miután megszövegezték az ultimátumot, amelyhez 48 órás lejárati időt adtak, Tisza már ezt mondta: „Nehezen határoztam el magam arra, hogy a háborút ajánljam, de most szilárdan meg vagyok győződve szükségességéről, és a Monarchia nagyságát minden erővel védelmezni fogom” Tartva azonban a kiszélesedő konfliktustól továbbra is garantálni akarták, hogy Szerbiát nem annektálja a Monarchia. A terv azonban nem sikerült: a szerb válaszra, melyben elutasították a feltételek bizonyos pontjait, a seregek megindultak, válaszul az oroszok, majd a németek, végül a franciák és a britek is mozgósítani kezdtek. Augusztus 4-ére így minden fél belépett a világháborúba, Tisza Istvánt pedig meggyőzték, illetve maga is meggyőződött a háború szükségességéről. Ezek után rendíthetetlenül képviselte ezt az álláspontját, amely kezdetben népszerűséget, később gyűlöletet hozott számára. Tudta, hogy a sikerhez fontos az egységes fellépés, és a háború kezdetén a közvélemény egyértelműen támogatta azt (többször és több helyen is Éljen a háború! táblákkal tüntettek az emberek), így nem engedhette meg magának, hogy a példátlan egységet megbontsa.
A miniszterelnöki posztról azonban nem mondott le, hogy ezzel is képviselje a magyar érdekeket. Úgy gondolta ugyanis, hogy nincs lehetséges alternatívája a poszton, és Bécsben korábban kivívott tekintélye révén hatásosan képviselheti a magyar érdekeket. Több osztrák vezető is neheztelt rá, aminek a háború után az Ausztriában elterjedt „Magyar uralom”-legenda lett a következménye. Emellett lemondásával valószínűleg a Monarchia gyengeségének üzenetét közvetítette volna az antant felé, így végül posztján maradt. A nagy nyilvánosság kezdeti háborúellenességét azonban csak későn, 1918 októberében ismerhette meg, mikor 17-én a Parlamentben felszólalt. Ebből a beszédéből alighanem csak az „Ezt a háborút elvesztettük!” mondat maradt meg a köztudatban, és nem is volt alkalma elmondani véleményét, mely csak később került nyilvánosságra: „a Monarchia és a magyar nemzet egészen addig törekedett a béke fenntartására, amíg a bizonyítékok egész sorozatából kellett arról meggyőződnie, hogy tervszerű munka folyik arra, hogy előbb megalázzanak és azután tönkretegyenek bennünket […] Mivel mindég világosabb bizonyítékok kerültek elő a szerb kormánynak a merényletben való bűnrészességéről, de a szerb sajtó és a felelős orgánumok részéről kiinduló halmozódó provokációk következtében is, nem lehetett elkerülni, hogy Szerbiának ultimátumot állítsunk, […] ugyanakkor rögtön leszögeztük, hogy a háború védelmi jellegű”

### Személye elleni merényletek és meggyilkolása
„A Hermina út 35. szám alatti villában, a gyilkosság délelőttjén egy katonatiszt és egy polgári ruhás férfi jelent meg. Bebocsáttatást kértek. Tisza dolgozószobájában fogadta őket.
- Mit óhajtanak?
A civil válaszolt:
- Ön rejtegeti azt a disznó cseh ügyészt, aki a vádat képviseli ellenem?
- Nem rejtegetek senkit sem. – Az idegenek hamarosan eltávoztak… Minden valószínűség szerint csak előzetes kémszemlét tartottak, hogy otthon van-e Tisza, akiről azt híresztelték a városban, hogy nincs Pesten."
„Napközben a külső Hermina úton, a villa tájékán sűrű tömeg verődött össze. Este egynegyed hét óra tájban nyolc baka átmászott a magas vasrácsos kerítésen és a kert pázsitján át a házhoz lopódzott. A hátulsó ajtón mentek be. A Tisza István őrizetére rendelt csendőröket békésen lefegyverezték és benyomultak a villa halljába. Az inas útjukat állta. A zajra előjött Tisza István, felesége és unokahúga, Almássy Denise grófnő. Tisza kezében revolver volt. A katonák szemrehányásokkal illették:
- Öt éve háborúskodunk miattad… Te vagy az oka az ország pusztulásának! – Gazember voltál mindig! – Aztán rákiáltottak, hogy tegye le a revolvert.
- Nem teszem le, maguk is fegyverrel jöttek!
- Tegye le, kiáltott egy harmincévesnek látszó nyurga szőke ember.
- Nem teszem!
- Álljanak félre a nők!
- Nem állunk.
Tisza néhány lépést hátrált, letette a revolvert.
- Na, hát mit akarnak?
- Maga az oka a háborúnak!
- Tudom, hogy mi történt, hogy rengeteg vér folyt, de én nem vagyok az oka.
- Négy év óta vagyok katona. Roppant sok család veszett el az ön gazembersége miatt. Lakoljon érte!
- Nem én vagyok az oka!
- Álljanak félre a nők!
Semmi válasz…
- Maga hozta ránk ezt a szörnyű vészt, most itt a leszámolás… Három lövés dördült. Tisza előrebukott a szőnyegen. Két golyó találta, egy a hasába fúródott, a másik a vállába. A harmadik Almássy Denise arcát érte.
- Végem van, – mondotta Tisza, ennek így kellett lennie.
A katonák, mialatt áldozatuk haláltusáját vívta, elsiettek. Hogy milyen csapattesthez tartoztak, nem tudják.”
Az első világháború előtt és alatt Tisza István neve sokak számára a dualizmus és a háborús politika jelképévé vált. Emiatt négy merényletet követtek el ellene, amelyből az utolsó halálos kimenetelű volt. Fentebb már szó esett az első merényletről. A Galilei Kör tagja, Duczyńska Ilona egy Tisza István elleni merényletet tervezett. Madzsar József pisztolyát lopta el, és azzal kívánta lelőni Tiszát, ám éppen a merénylet elkövetésének kitűzött napján hírét vette Tisza lemondásának 1917 májusában, és akkor elállt a merénylet végrehajtásától. A második merényletet egy kiábrándult huszártiszt kísérelte meg, amikor Tisza a frontról hazatérőben volt. A golyó azonban nem talált. A harmadik merénylet 1918. október 16-án történt, amikor Lékai János, a Galilei Kör és Korvin Ottó antimilitarista mozgalmának tagja  próbálta agyonlőni, de pisztolya csütörtököt mondott, s Tisza kicsavarta a kezéből. A merénylőt börtönbe zárták, de alig 15 nap múlva, az őszirózsás forradalom idején kiszabadították. Demény Pál visszaemlékezései szerint Lékai Jánosnak a pisztolyt maga Demény Pál és Mosolygó Antal szerezte a mátyásföldi felvonógyáros Friedrich Istvántól, aki tudta, hogy milyen célra kell a fegyver.
A negyedik merénylet 1918. október 31-én történt. Ekkor az egyébként vértelen őszirózsás forradalom napján katonák lőtték agyon Tiszát, – akinek tudomása volt a veszélyről –, otthonában, a Róheim-villában. A merénylet szervezettségére utal, hogy a villa őrzésére kirendelt és Csonka János detektív-főfelügyelő parancsnoksága alatt álló csendőrök (8 fő) korábban telefonon parancsot kaptak a villa azonnali elhagyására, miután ők telefonon a váltásukra érkező csapat késlekedése felől érdeklődtek. Pölöskei Ferenc, A rejtélyes Tisza-gyilkosság című könyv szerzője nem zárja ki annak a lehetőségét sem, hogy a merénylet elkövetői nem magyar, hanem a hadseregben szolgáló délszláv nemzetiségű katonák voltak, illetve hogy a gyilkossághoz köze lehetett Tisza azon törekvésének, hogy a nemzetiségeket a Monarchia keretein belül tartsa. A Károlyi Mihály-kormány alatt az államrendőrség nyomozást indított a gyilkosság körülményeinek tisztázására, és elkövetőinek felderítésére, de ez sikertelen maradt.

## A Tisza-per
A Tisza-gyilkosság ügyében 1920–21-ben, a Teleki-, illetve Bethlen-kormány alatt, két évvel az események után lezajlott perben hoztak ítéletet. A vádlottak egy részét felmentették vagy ejtették ellenük a vádat, mások büntetését enyhítették, illetve megszüntették az ellenük indított kiadatási kérelmet. Az ítéletekkel, illetve végrehajtásukkal – Pölöskei Ferenc véleménye szerint – végül azokat sújtották, akik a vádat az erőszakos vallatások hatására vagy enyhébb büntetés reményében tett vallomásukkal megalapozták.

## Emlékezete

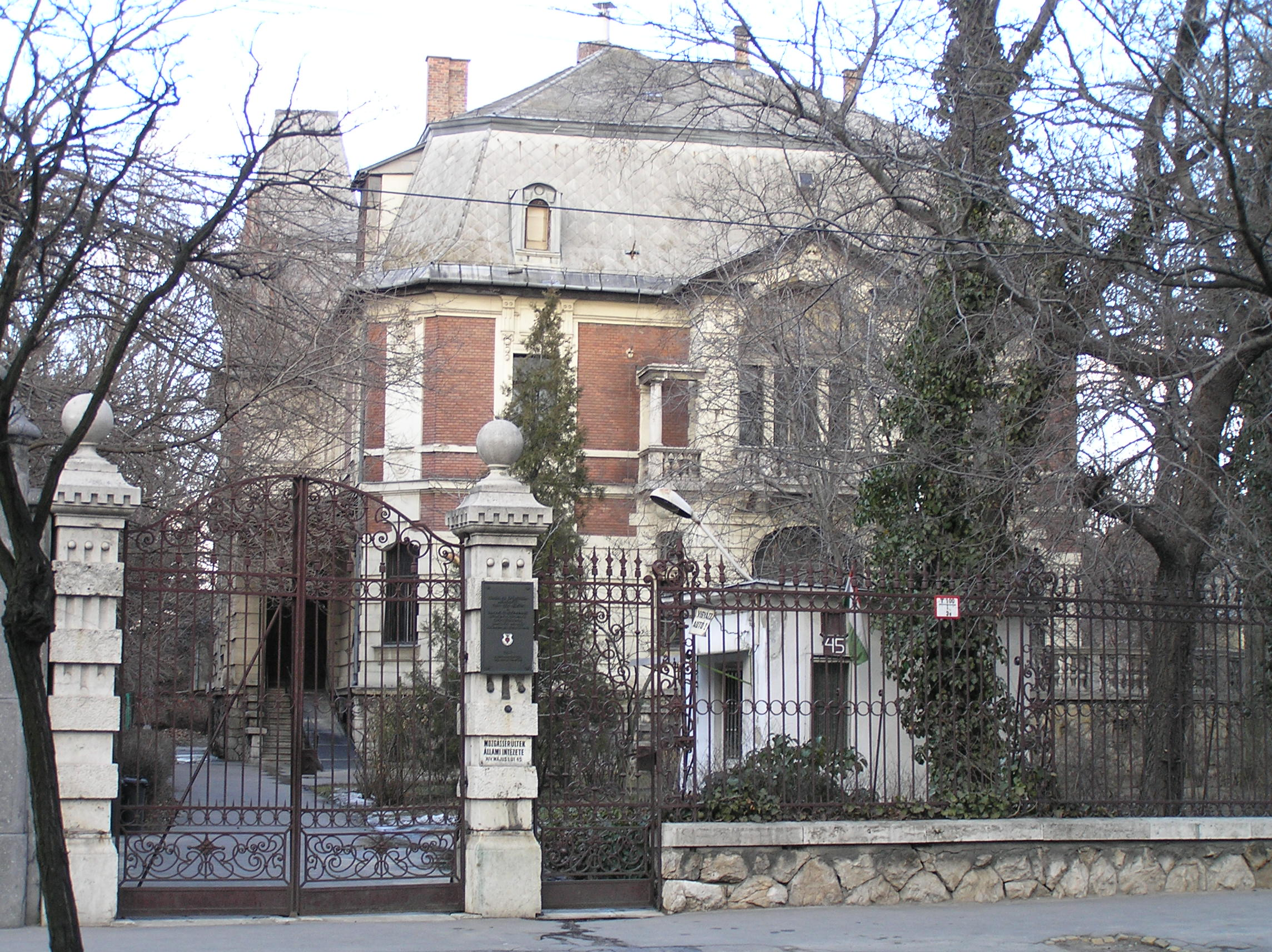
A gyilkosság helyszíne, a Tisza által bérelt, 1900-ban épült Róheim-villa napjainkban (Budapest XIV., Hermina út 45.)

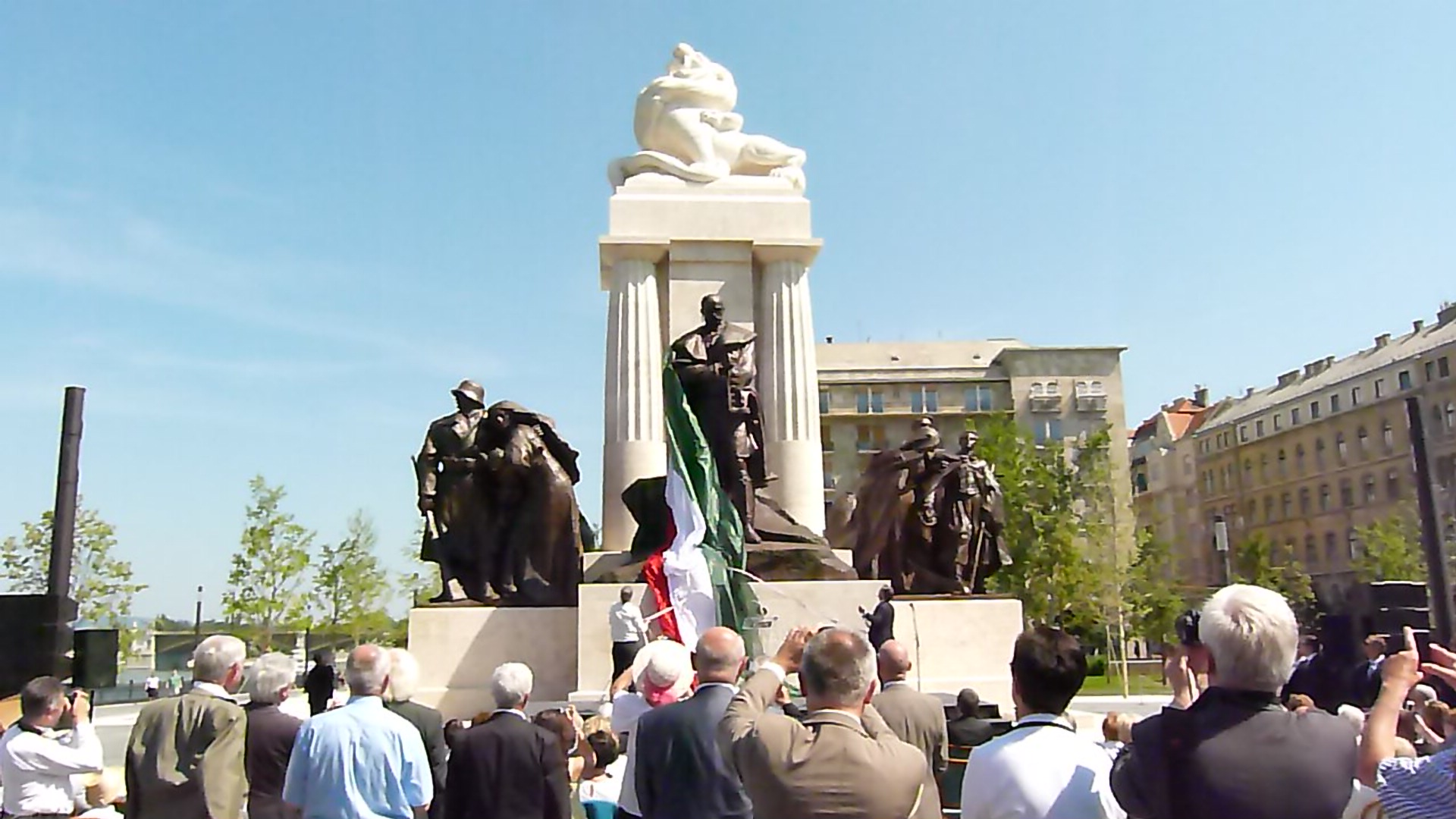
Gróf Tisza István szobrának újraavatása – Kossuth Lajos tér, Budapest, 2014. június 9.

- Sírhelye a geszti Tisza-kastély családi kriptájában található, Tisza Kálmánnal együtt. 1983-ban ismeretlenek, feltörve koporsóját, földi maradványairól a fejet leválasztva koponyáját ellopták.[36]
- 1914. február 12-én Munkács díszpolgárává választották.[37]
- Nevét a Debreceni Egyetem viselte egészen 1949-ig.
- Emlékét és emlékhelyeit napjainkban a Tisza István Baráti Társaság ápolja, honlapjuk elérhető: Tisza István Baráti Társaság
- Makó város díszpolgári címmel ismerte el munkásságát.[38]
- Egész alakos, bronzszobra áll a Herminamezőn, Budapest XIV. kerületében, a Thököly út és a Róna utca kereszteződésénél nem messze meggyilkoltatásának helyszínétől; Harmath István alkotását 2012-ben, Tisza születésének 151. évfordulóján leplezték le.[39]
- A Tisza István emlékének szentelt szoborcsoportot Zala György és Orbán Antal tervei alapján 1934. április 22-én (Tisza István születése évfordulóján) állítottak fel Budapesten, az Országház északi oldalánál.17 méter magas volt, talapzata süttői mészkőből készült. Az oroszlánt 36 köbméter kőből faragták ki, és 12 darabból állították össze. A második világháború folyamán megsérült, majd 1945 tavaszán ismeretlenek lerombolták. A szobor főalakját, a 18 mázsányi töredéket később beolvasztották. Az emlékmű meg nem semmisített darabjai közül a földművelőket ábrázoló szoborcsoport Esztergomba került, A katona búcsúja című mellékcsoportot a Hűvösvölgyi úti laktanya udvarára, majd a keceli Pintér Művek haditechnikai gyűjteményébe vitték, a posztamens tetejét díszítő kőoroszlánt pedig 1948-ban a Hegyalja út végében, a hajdani tabáni temető helyén állították fel, majd a hatvanas években nyersanyagként fiatal művészeknek osztották ki. Az Elek István szobrász által újraalkotott szoborcsoportot 2014. június 9-én újraavatta Orbán Viktor miniszterelnök.
- Alakjáról A Vasgróf címmel Pozsgai Zsolt a Szegedi Nemzeti Színház megrendelésére színművet írt, 2014-ben.
- „A Nyugat az első világháború elején jobbára Tisza Istvánban látta a monarchia első számú vezetőjét. Amiből a háború elvesztése után inkább csak baja lett az országnak.” (Tölgyessy Péter)[40]
- Magyar Örökség díj (2018) (posztumusz)
- 2018-ban halálának 100. évfordulóján újabb kiadásban jelent meg Tőkéczki László Széchenyi-díjas történész Tisza Istvánról írt nagy sikerű monográfiája.[41]

## Fontosabb művei

### Történelmi tanulmányok
- Barras emlékiratairól
- Sadowától Sedánig; Singer-Wolfner, Budapest, 1912
- Wertheimer Andrássyja
- Még egy pár szó Benedek tragikumáról
- Történelmi materializmus a Balkánon

### Választójogi tanulmányok
- Előszó a Választójog c. kötethez
- Az osztrák képviselőválasztás
- Az osztrák képviselőház
- A német képviselőválasztás eredménye
- Hieronymi a választójogról
- A választójog reformja és az ipari munkások
- A választójogi reform küszöbén
- Az általános választójog és a dinasztia
- Tisza István–Réz Mihály–Méhely Kálmán: Választójog. Tanulmányok; Magyar Figyelő, Budapest, 1913

### Magyar agrár-politika
- Magyar agrárpolitika. A mezőgazdasági termények árhanyatlásának okai és orvosszerei; Athenaeum Ny., Budapest, 1897

### Egyéb tanulmányok és értekezések
- Az adóáthárítás elmélete; MTA, Budapest, 1882 (Értekezések a Nemzetgazdaságtan és Statisztika köréből)
- Fiume közjogi helyzete (1883)
- Még egyszer Fiume közjogi helyzetéről (1883)
- Az agrárius kérdésről (1887)
- Amerika versenye az európai búzapiacon (1888)
- Valutánk rendezéséről (1890)
- Néhány szó az 1890. évi költségvetésről (1890)
- Az 1891-iki költségvetés (1890)
- Az 1892-iki költségvetés (1892)
- Valutarendezés és aranyázsió (1893)
- Baross Gábor és rendszere (1894)
- Még egy pár szó Baross vasúti politikájáról (1894)
- Küzdelem a parlamentárizmusért. Gróf Tisza István beszédei; Athenaeum, Budapest, 1904
- Nemzeti politika. Tisza Istvánnak 1910 telén elmondott beszédei; Athenaeum, Budapest, 1910
- Tanulmányok és értekezések; Akadémia, Budapest, 1923 (Gróf Tisza István összes munkái)
- Levelek, táviratok, távbeszélőn küldött izenetek, egyes előterjesztések és naplószerű feljegyzések. 1914–1916 évekből, 1-3.; Franklin, Budapest, 1924–1927 (Gróf Tisza István összes munkái)
- Tisza István gróf feljegyzései az 1914. nov.-ben Berlinben és a német főhadiszálláson folytatott tárgyalásokról; Franklin, Budapest, 1926 (Gróf Tisza István összes munkái)
- Tisza István saját szavaiban; összeáll. Östör József, előszó Berzeviczy Albert; Franklin, Budapest, 1927
- Gróf Tisza István képviselőházi beszédei, 1-6.; MTA, Budapest, 1930–2011 + CD-ROM
  - 1. A fiatal képviselő. 1888. február 3–1903. november 3.; bev. Barabási Kun József; 1930
  - 2. Először miniszterelnök, küzdelem a parlamentarizmusért. 1., 1903. november 3–1904. október 4.; bev. Barabási Kun József; 1933
  - 3. Először miniszterelnök, küzdelem a parlamentarizmusért, elbukás. 2. rész, 1904. október 4–1906. április 11.; bev., jegyz. Barabási Kun József; 1937
  - 4. A "Geszti remete", választási hadjárat és feltámadás, a házelnök. 1906. április 11–1913. június 10.; bev., jegyz. Barabási Kun József; 1937
  - 5. Másodszor miniszterelnök, a nemzetiségi béke szolgálatában, a világháborúban 1915-ig. 1913. június 12–1915. december 21.; szerk., bev., jegyz. Barabási Kun József, Illés Gábor, Maruzsa Zoltán; 2011
  - 6. A világháborúban 1916-tól, az ellenzéki többség vezére, az összeomlás. 1916. január 1–1918. október 31.; szerk., bev., jegyz. Barabási Kun József, Illés Gábor, Maruzsa Zoltán; 2011
- Tisza István gróf levele 1914. július 21-ről / 1916. február-november havában írt levelek, táviratok, távbeszélőn küldött üzenetek és egyes előterjesztések; Franklin, Budapest, 1933 (Tisza István gróf összes munkái)
- 1916. június–1918. október között írt levelek és küldött táviratok; Franklin, Budapest, 1937 (Tisza István gróf összes munkái)
- Válogatott politikai írások és beszédek; vál., szerk., jegyz., utószó Tőkéczki László; Osiris, Budapest, 2003 (Millenniumi magyar történelem. Politikai gondolkodók)
- Tisza István saját szavaiban; összeáll. Östör József, utószó Kovács József László; Auktor, Budapest, 2006
- A drágaság körül
- 20,000 korona
- Andrássy Gyula a művészetről
- Szabadgondolkodás
- Hieronymi Károlyról
- Osztrák mű a 67-iki kiegyezésről
- Pietreich a véderő törvényről
- Európai körutazás a 17. században
- Kényszerbiztosítás és önkormányzat
- Az angol főrendiház válsága
- Még egy-két szó a parlamentarizmusról
- Nemzet és társadalom
- Wlassics Gyula az 1867: XII. t.-c. jogi természetéről
- Egy pár szó Polner Ödön válaszára
- Egy kis tarlózás az angol parlamentarizmus mezején
- Egy kis polémia
- Megjegyzés Réz Mihály cikkére
- Az osztrák németek közeledése
- Kivitelünk az osztrák vasutakon és a koalició
- Államosítás és önkormányzat
- A háború hatása a nemzetre

Tisza István valamennyi saját műve, valamint beszédei szabadon olvashatók és letölthetők a Tisza István Baráti Társaság honlapjáról.

## Származása
| gr. Tisza István (Pest, 1861. ápr. 22.– Budapest, 1918. okt. 31.) politikus, miniszterelnök | Apja: Tisza Kálmán (Nagyvárad, 1830. dec. 16.– Budapest, 1902. márc. 23.) politikus, miniszterelnök             | Apai nagyapja: Tisza Lajos (Nagyvárad, 1798. aug. 5.– Geszt, 1856. aug. 23.) alispán, cs. kir. kamarás | Apai nagyapai dédapja: borosjenői Tisza László (Geszt, 1765 – Nagyvárad, 1831. okt. 4.) cs. kir. kamarás                                    |
| gr. Tisza István (Pest, 1861. ápr. 22.– Budapest, 1918. okt. 31.) politikus, miniszterelnök | Apja: Tisza Kálmán (Nagyvárad, 1830. dec. 16.– Budapest, 1902. márc. 23.) politikus, miniszterelnök             | Apai nagyapja: Tisza Lajos (Nagyvárad, 1798. aug. 5.– Geszt, 1856. aug. 23.) alispán, cs. kir. kamarás | Apai nagyapai dédanyja: gr. széki Teleki Katalin (Nagyszeben, 1777. okt. 24.– Váradolaszi, 1820. aug. 7.)                                   |
| gr. Tisza István (Pest, 1861. ápr. 22.– Budapest, 1918. okt. 31.) politikus, miniszterelnök | Apja: Tisza Kálmán (Nagyvárad, 1830. dec. 16.– Budapest, 1902. márc. 23.) politikus, miniszterelnök             | Apai nagyanyja: gr. Teleki Júlia (1805. szept. 29.– Geszt, 1863. febr. 16.)                            | Apai nagyanyai dédapja: gr. széki Teleki József (Szirák, 1777. dec. 25.– Kolozsvár, 1817. ápr. 7.) erdélyi kir. tábla elnöke                |
| gr. Tisza István (Pest, 1861. ápr. 22.– Budapest, 1918. okt. 31.) politikus, miniszterelnök | Apja: Tisza Kálmán (Nagyvárad, 1830. dec. 16.– Budapest, 1902. márc. 23.) politikus, miniszterelnök             | Apai nagyanyja: gr. Teleki Júlia (1805. szept. 29.– Geszt, 1863. febr. 16.)                            | Apai nagyanyai dédanyja: gr. széki Teleki Zsófia (1784. dec. 4.– Gernyeszeg, 1844. aug. 10.)                                                |
| gr. Tisza István (Pest, 1861. ápr. 22.– Budapest, 1918. okt. 31.) politikus, miniszterelnök | Anyja: gr. Degenfeld-Schonburg Ilona (Téglás, 1839. jan. 8.– Nyírbakta, 1913. jún. 29.) cs. és kir. palotahölgy | Anyai nagyapja: gr. Degenfeld-Schonburg Imre (Erdőszáda, 1810. okt. 29.– Budapest, 1883. febr. 19.)    | Anyai nagyapai dédapja: gr. Degenfeld-Schonburg Miksa (Eybach bei Geislingen, 1766. jún. 16.– Erdőszáda, 1816. szept. 24.) cs. kir. kamarás |
| gr. Tisza István (Pest, 1861. ápr. 22.– Budapest, 1918. okt. 31.) politikus, miniszterelnök | Anyja: gr. Degenfeld-Schonburg Ilona (Téglás, 1839. jan. 8.– Nyírbakta, 1913. jún. 29.) cs. és kir. palotahölgy | Anyai nagyapja: gr. Degenfeld-Schonburg Imre (Erdőszáda, 1810. okt. 29.– Budapest, 1883. febr. 19.)    | Anyai nagyapai dédanyja: gr. széki Teleki Anna (Kolozsvár, 1780. márc. 27.– Kolozsvár, 1841. márc. 1.)                                      |
| gr. Tisza István (Pest, 1861. ápr. 22.– Budapest, 1918. okt. 31.) politikus, miniszterelnök | Anyja: gr. Degenfeld-Schonburg Ilona (Téglás, 1839. jan. 8.– Nyírbakta, 1913. jún. 29.) cs. és kir. palotahölgy | Anyai nagyanyja: Bek Paulina (Téglás, 1815. máj. 10.– Pest, 1856. jan. 1.)                             | Anyai nagyanyai dédapja: bőkönyi Bek Pál (Ratkó, 1758. márc. 3.– Debrecen, 1827. márc. 27.)                                                 |
| gr. Tisza István (Pest, 1861. ápr. 22.– Budapest, 1918. okt. 31.) politikus, miniszterelnök | Anyja: gr. Degenfeld-Schonburg Ilona (Téglás, 1839. jan. 8.– Nyírbakta, 1913. jún. 29.) cs. és kir. palotahölgy | Anyai nagyanyja: Bek Paulina (Téglás, 1815. máj. 10.– Pest, 1856. jan. 1.)                             | Anyai nagyanyai dédanyja: bárcai Bárczay Anna                                                                                               |